# Ryan David Jahn
Ryan David Jahn (Arizona, 1979) è uno scrittore e sceneggiatore statunitense.

## Biografia
Nato nel 1979 in Arizona, vive e lavora a Louisville, nel Kentucky con la moglie e le due figlie.
Lasciata la scuola a 16 anni, ha svolto svariati mestieri tra i quali il commesso e il bidello prima di arruolarsi nell'esercito. Terminata l'esperienza militare, si è trasferito a Los Angeles dove ha lavorato come sceneggiatore per il cinema e la televisione alcuni anni.
Ha esordito nella narrativa nel 2009 con il thriller I buoni vicini ispirato all'assassinio di Kitty Genovese e vincitore l'anno successivo del CWA New Blood Dagger e in seguito ha dato alle stampe altri 7 romanzi.

## Opere principali
- I buoni vicini (Acts of Violence, 2009), Roma, Fanucci, 2011 traduzione di Elio Gabola ISBN 978-88-347-1700-4.
- Omicidio allo specchio (Low Life, 2010), Roma, Timecrime, 2012 traduzione di Cristina Genovese ISBN 978-88-347-2328-9.
- The Dispatcher (2011)
- The Last Tomorrow (2012)
- The Gentle Assassin (2014)
- Dark Hours (2015)
- The Breakout (2017)
- The Algebra of Blood (2017)

## Premi e riconoscimenti
- CWA New Blood Dagger: 2010 vincitore con I buoni vicini